# Lược vàng (chiến thuật)
Lược vàng (tiếng Đức: die Goldene Zange) là một chiến thuật chống tàu được phát triển bởi Luftwaffe trong Chiến tranh thế giới thứ hai, sử dụng chống lại các đoàn tàu Đồng minh cung cấp viện trợ cho Liên Xô theo tuyến Bắc Cực. Nó lần đầu tiên được sử dụng chống lại Đoàn tàu PQ 18 vào tháng 9 năm 1942.

## Bối cảnh
Trước năm 1942, Luftwaffe không có phương tiện để tấn công tàu trên biển do sự cạnh tranh đầu tư không quân giữa các đơn vị Luftwaffe, coi tất cả các hoạt động trên không là lãnh thổ là nhiệm vụ của họ và hải quân Đức (Kriegsmarine), nhưng coi sự phát triển, sản xuất và sử dụng ngư lôi lại là vấn đề của hải quân. Đức không có lực lượng ném bom ngư lôi, trái ngược với lực lượng của các cường quốc thế giới khác, ngay cả các quốc gia Phe Trục khác như Ý với Aerosiluranti từ sân bay trên đất liền hoặc Dịch vụ Hàng không Hải quân Hoàng gia Nhật Bản sử dụng ngư lôi Type 91 trong Cuộc tấn công vào Trân Châu Cảng, cũng chỉ chia sẻ chi tiết sản xuất công nghệ đến Đức vào đầu tháng 8 năm 1942.
Đầu năm 1942, khi hoạt động đoàn tàu vận tải Bắc Cực của Đồng minh đang được thiết lập tốt, Luftwaffe được lệnh thành lập một lực lượng ném bom ngư lôi. Hai chiếc III/Kampfgeschwader 26 (III/KG 26) và III/Kampfgeschwader 30 (III/KG 30) được giao nhiệm vụ diễn tập và trang bị như các đơn vị chống hạm/chống tàu vận tải, với máy bay ném bom Heinkel He 111 và Junkers Ju 88 được sửa đổi để mang hai ngư lôi nằm dưới cánh, thả từ trên không.
Để tấn công một đoàn tàu, một đội hình gồm 20 đến 30 tàu cùng đi theo đội hình gần với tốc độ khá chậm, chỉ huy của KG 26 thiếu tướng Martin Harlinghausen và các đơn vị của ông đã phát triển chiến thuật chống vận chuyển Goldene Zange (Lược vàng). Cuộc tấn công đã được lên kế hoạch sẽ tiến hành trong nửa cuối ban ngày hoặc tối và sẽ kết hợp với một cuộc tấn công ném bom bổ nhào đồng thời để phân tách hỏa lực phòng không đối phương.
Chiến thuật Lược vàng liên quan đến các nhóm tác chiến triển khai theo tuyến ngang nhau, với 40 máy bay bay khoảng 30 m (33 yd) gần tiếp cận các đoàn tàu vận tải, khởi động và ném ngư lôi của họ ở khoảng cách 1.000 m (1.094 yd) sau đó bay qua các đoàn tàu và trốn thoát. Các chuyển động phóng tới của 80 quả ngư lôi hướng tới mục tiêu trong cùng một lúc được ví như răng của một chiếc lược.

## Hoạt động
Lần sử dụng đầu tiên của Lược vàng xảy ra vào ngày 13 tháng 9 năm 1942 tấn công đoàn tàu PQ 18 của quân Đồng minh, một nhóm gồm 35 tàu vận tải, với sự hộ tống mạnh mẽ của 18 tàu chiến trong đó có tàu sân bay hộ tống HMS Avenger. Sau một cuộc tấn công ném bom bổ nhào của I/KG 30, đoàn tàu đã bị tiếp cận bởi các máy bay ném ngư lôi I/KG 26, trong một đội hình gồm 42 máy bay. Cảnh tượng được một người quan sát mô tả là "một chuyến bay cào bằng ác mộng khổng lồ". Bất chấp hỏa lực phòng không từ tàu và tàu hộ tống của họ, nhóm vẫn tiếp tục bay, thả ngư lôi theo kế hoạch. Đoàn tàu được lệnh rẽ sang mạn phải để chạy song song với đường chạy ngư lôi. Do nhầm lẫn, tín hiệu đã bị đọc sai bởi các tàu bên mạn phải, tiếp tục đi thẳng về trước. 8 chiếc tàu bị chìm. Lần tấn công này là lần sử dụng thành công nhất của Lược vàng. Máy bay Luftwaffe đã thực hiện nhiều cuộc tấn công vào PQ 18 sau cuộc tấn công ngư lôi và hai tàu nữa bị đánh chìm nhưng không có thành công nào tương tự như ngày đầu tiên đạt được. Tổn thất máy bay sau cuộc tấn công đầu tiên và khi kết thúc cuộc tấn công trên không vào PQ 18, 40 máy bay của hai nhóm không quân đã bị mất. Sau PQ 18, các đoàn tàu Bắc Cực khác đã bị đình chỉ cho đến tháng 12 năm 1942 thì nối lại, nhưng hàng loạt đoàn tàu chỉ di chuyển vào ban đêm.

## Đánh giá
Lược vàng đã chứng minh hiệu quả chống lại PQ 18, quân Đồng minh đã nhanh chóng tìm ra các biện pháp đối phó làm giảm hiệu quả tấn công và gây ra tổn thất nặng cho những đơn vị tấn công. Đội hình tiếp cận không dễ có hành động tránh né, dễ bị hỏa lực pháo phòng không từ tàu hàng và tàu hộ tống, và tấn công bằng máy bay chiến đấu từ tàu sân bay. Sự kết hợp giữa tấn công bằng súng và máy bay chiến đấu, được hỗ trợ bởi cách xử lý táo bạo và hung hăng của Avenger và tàu AA (tàu chiến phòng không), Ulster Queen, khiến máy bay ném bom thả sớm và phá vỡ đội hình sớm hơn, phá vỡ khả năng tiếp cận của máy bay tấn công.
Chuyển hướng song song đường chạy của ngư lôi, khiến ngư lôi băng ngang mục tiêu được thực hiện hiệu quả hơn trước, tàu Đồng minh và các ngư lôi Đức chạy trên cùng một vectơ. Sự nhầm lẫn về các tín hiệu góp phần làm tổn thất tàu của đoàn PQ 18 trong cuộc tấn công Lược vàng đầu tiên đã không được lặp lại. Các lực lượng không quân khác đã nhận ra các cuộc tấn công ngư lôi có hiệu quả hơn đối với các tàu khi được chuyển từ các hướng khác nhau cùng một lúc. Trong khi đánh chìm 8 tàu trong một cuộc tấn công là một thành công lớn, nó đã tốn 80 ngư lôi, 10 cho một tàu, một hiệu suất kém hơn so với cuộc tấn công của Anh vào Bismarck (tháng 5 năm 1941), tấn công của Hải quân Hoàng gia Nhật Bản vào HMS Prince of Wales và HMS Repulse, (tháng 12 năm 1941) và cuộc tấn công của Hải quân Hoa Kỳ vào Yamato, (tháng 4 năm 1945).